# Oleksandra Horetska
Oleksandra Serhijivna Horetska (ukrainska: Олександра Сергіївна Горецька), född 19 augusti 2008, är en ukrainsk konstsimmare.

## Karriär
I februari 2024 vid VM i Doha var Horetska en del av Ukrainas lag som tog silver i det akrobatiska lagprogrammet. Vid konstsim-EM 2025 i Funchal var hon en del av Ukrainas lag som tog silver i både det tekniska och akrobatiska lagprogrammet.